# Epipactis meridionalis
L'elleborina del meridione (Epipactis meridionalis H.Baumann & R.Lorenz, 1988) è una piccola pianta erbacea appartenente alla famiglia delle Orchidacee, endemica dell'Italia meridionale.

## Etimologia
Il termine Epipactis si trova per la prima volta negli scritti di Dioscoride Pedanio (Anazarbe in Cilicia, 40 circa - 90 circa) che fu un medico, botanico e farmacista greco antico che esercitò a Roma ai tempi dell'imperatore Nerone. L'origine di questo termine è sicuramente greca, ma l'etimologia esatta ci rimane oscura (qualche testo lo traduce con “crescere sopra”). Sembra comunque che in origine sia stato usato per alcune specie del genere Helleborus. In tempi moderni il nome del genere fu creato dal botanico e anatomista germanico Johann Gottfried Zinn (1727 – 1759), membro tra l'altro dell'Accademia delle Scienze di Berlino, in una pubblicazione specifica sul genere Epipactis nel 1757.
L'epiteto specifico (meridionalis) deriva dal latino e fa riferimento alla zona geografica di provenienza di questa pianta.

## Descrizione
È una pianta erbacea perenne alta da 30 a 40 cm. La forma biologica di questa orchidea è geofita rizomatosa (G rizh), ossia è una piante con un particolare fusto sotterraneo, detto rizoma, che ogni anno si rigenera con nuove radici e   fusti avventizi. Queste piante, contrariamente ad altri generi delle orchidee, non sono “epifite”, ossia non vivono a spese di altri vegetali di maggiori proporzioni (hanno cioè un proprio rizoma).

### Radici
Le radici sono secondarie da rizoma.

### Fusto
- Parte ipogea: la parte sotterranea consiste in un breve rizoma.
- Parte epigea: la parte aerea è formata da uno o eventualmente due fusti gracili. Il colore del fusto è violaceo. Alla base è glabro, mentre è vellutato verso l'infiorescenza.

### Foglie
Le foglie, intere e poche (meno di una decina), sono distribuite lungo tutto il fusto a disposizione più o meno spiralata (o più precisamente distica). La forma è ovato-lanceolata con apice appuntito che diventa più lanceolata verso l'infiorescenza. Le foglie sono sessili, appena amplessicauli (quelle inferiori). La lamina è percorsa da diverse nervature longitudinali (foglie di tipo parallelinervie). Dimensione delle foglie: larghezza 4 – 5 cm; lunghezza 6 cm.

### Infiorescenza
L'infiorescenza è un racemo terminale, lasso (massimo 20 fiori). I fiori sono patenti (o più o meno penduli), disposti quasi unilateralmente e pedicellati. Alla base del pedicello sono presenti delle brattee a forma lanceolata. I fiori sono resupinati, ruotati sottosopra tramite torsione del pedicello. Lunghezza delle brattee: 2 cm.

### Fiore
I fiori sono ermafroditi ed irregolarmente zigomorfi, pentaciclici (perigonio a 2 verticilli di tepali, 2 verticilli di stami, 1 verticillo dello stilo). I fiori sono colorati di verde chiaro con sfumature rosate specialmente all'estremità dei tepali.

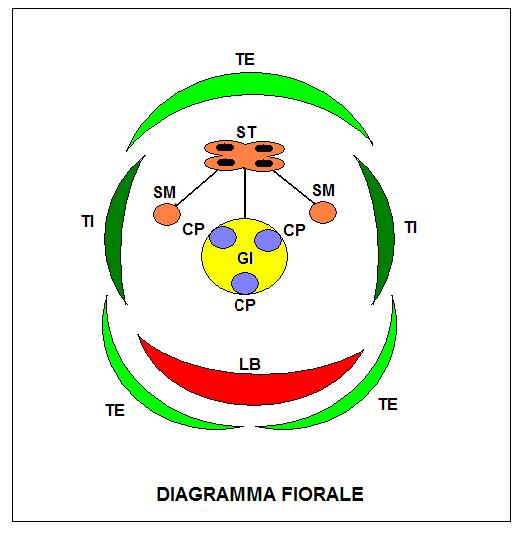

- Formula fiorale: per queste piante viene indicata la seguente formula fiorale:

X, P 3+3, [A 1, G (3)], infero, capsula
- Perigonio: il perigonio è composto da 2 verticilli con 3 tepali ciascuno (3 interni e 3 esterni) a forma ovato-lanceolata, carenati e con apice appuntito; il primo verticillo (esterno) ha 3 tepali di tipo sepaloide (simili ai sepali di un calice); nel secondo verticillo (interno) il tepalo centrale (chiamato “labello”) è notevolmente diverso rispetto agli altri due laterali che si presentano più o meno uguali ai tepali esterni. Sono colorati di verde chiaro all'esterno e rosa-violaceo all'interno (i due tepali interni in genere sono più rosati). Dimensione dei tepali: larghezza 4 – 6 mm; lunghezza 8 – 10 mm.
- Labello: il labello è diviso in due sezioni; la porzione posteriore del labello (basale, chiamata ipochilo) è concava, mentre quella anteriore (apicale, chiamata epichilo) è a forma di cuore con apice incurvato verso il basso. La colorazione del labello esternamente è verde chiaro; nella parte interna dell'ipochilo il colore è più scuro, mentre l'epichilo nella zona centrale è rosato con i bordi ondulati. Nel mezzo tra l'ipochilo e l'epichilo è presente una strozzatura allargata che collega le due parti. Il labello è inoltre privo di callosità evidenti e non è speronato come in altri generi e l'ipochilo è nattarifero. Lunghezza del labello: 1 cm.

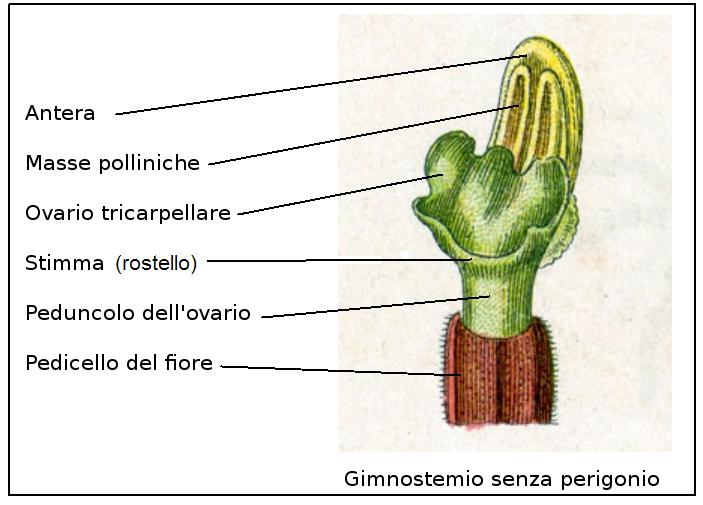
Descrizione del ginostemio

- Ginostemio: lo stame con la rispettiva antera biloculare è concresciuto con lo stilo e forma una specie di organo colonnare chiamato ginostemio[6]. Il colore di questo organo è fondamentalmente bianco-giallastro.  L'antera è incurvata e ricopre le altre parti sottostanti del ginostemio (i pollinii e il rostello). Il polline è più o meno incoerente (friabile e polverulento) distribuito su masse cerose polliniche bilobe (una per ogni loculo dell'antera); queste masse sono prive di “caudicole” (filamento di aggancio all'antera) e sono contenute in una cavità chiamata clinandrio che in questo caso è in parte atrofizzata. L'ovario è infero, allungato, pubescente ed è formato da tre carpelli fusi insieme, sorretto da un peduncolo porporino.
- Fioritura : da luglio ad agosto.

### Frutti
Il frutto è una capsula obovoide (o esagonale) a più coste. Anche le capsule, come i fiori, sono orizzontali o pendule.  Nell'interno sono contenuti numerosi minutissimi semi piatti. Questi semi sono privi di endosperma e gli embrioni contenuti in essi sono poco differenziati in quanto formati da poche cellule. Queste piante vivono in stretta simbiosi con micorrize endotrofiche, questo significa che i semi possono svilupparsi solamente dopo essere infettati dalle spore di funghi micorrizici (infestazione di ife fungine). Questo meccanismo è necessario in quanto i semi da soli hanno poche sostanze di riserva per una germinazione in proprio.

## Biologia
La riproduzione di questa pianta avviene per via sessuata grazie all'impollinazione degli insetti pronubi; la germinazione dei semi è tuttavia condizionata dalla presenza di funghi specifici (i semi sono privi di albume – vedi sopra).

## Distribuzione e habitat
Questa specie è un endemismo dell'Italia meridionale e della Sicilia. Il suo areale comprende l'Appennino meridionale dal Lazio fino alla Sicilia orientale. Segnalata anche sul Gargano.
Il suo habitat tipico sono le zone a faggete su suolo debolmente acido, da 500 fino a 1900 m s.l.m.; è presente quindi nei seguenti piani vegetazionali: collinare e montano.

## Tassonomia

### Ibridi
Dall'incrocio tra E. meridionalis e Epipactis helleborine nasce il seguente ibrido interspecifico:
- Epipactis × nicolosii M.P.Grasso & Grillo (2004).

### Specie simili
In genere tutte le Epipactis sono abbastanza simili nella forma del fiore. Qui ricordiamo alcune specie (tralasciando le varie sottospecie) quali: 
- Epipactis leptochila (Godfery) Godfery - Elleborina a labello sottile: è una specie con labello poco sviluppato.
- Epipactis microphylla (Ehrh.) Swartz. - Elleborina minore: è una specie con poche e piccole foglie.
- Epipactis atrorubens (Hoffm.) Besser - Elleborina violacea: i fiori sono bruno-rosei.
- Epipactis palustris (L.) Crantz – Elleborina palustre: i fiori sono bruno-purpureo tendente al biancastro.
- Epipactis helleborine (L.) Crantz – Elleborina comune: si distingue soprattutto per la larghezza delle foglie.
- Epipactis ioessa Bongiorni, De Vivo, Fori & Romolini: si distingue per la colorazione violacea scura dei tepali esterni.

## Conservazione
Come tutte le orchidee è una specie protetta e quindi ne è vietata la raccolta e il commercio ai sensi della Convenzione sul commercio internazionale delle specie minacciate di estinzione (CITES).